# 1300
Cette page concerne l'année 1300  du calendrier julien. Pour l'année 1300 av. J.-C., voir 1300 av. J.-C. Pour le nombre 1300, voir 1300 (nombre).
L'année 1300 est une année séculaire et une année bissextile qui commence un vendredi.

## Événements
- 22 juin : Kumarakassapa, en exil en Chine, est proclamé roi de Birmanie. À l'automne, les Mongols interviennent en Birmanie et dévastent le pays sous prétexte de « rétablir l’ordre » parmi les princes birmans se disputant le trône vacant[1].
- Sakoura, roi du Mali, est assassiné sur la côte de Tadjourah par un guerrier danakil lors de son retour de la Mecque[2]. La dynastie des Keïta reprend le pouvoir au Mali. Gaou Keïta devient roi du Mali (fin en 1305).

### Europe
- 6 janvier : Charles de Valois envahit la Flandre à l'expiration de la trêve de 1297[3].
- 22 février : Boniface VIII déclare cette année comme année jubilaire[4]. C'est un immense succès à l'échelle de l'Europe. Rome reçoit 200 000 pèlerins (selon le chroniqueur florentin Giovanni Villani). Rémission complète des péchés est accordée à ceux qui visiteront endéans quinze jours consécutifs les tombeaux des apôtres Pierre et Paul (endéans 30 jours pour les Romains).
- 1er mai (Calendimaggio) : rixe entre les Cerchi et les Donati sur la place Santa Trinita à Florence. Le parti guelfe à Florence se sépare en deux factions rivales, Noirs (ultras) et Blancs (modérés). Les Blancs sont menés par la famille de Cerchi, désireuse de répondre aux aspirations du popolo, et les Noirs, alliés du pape, dirigés par Corso Donati, refusant tout compromis avec le peuple. Afin de préserver la paix dans la cité, le Conseil décide d’exiler les dirigeants des deux partis. Mais, par l’entremise du pape Boniface VIII, les chefs des Noirs peuvent regagner Florence à la fin de 1301, et s’emparer du pouvoir[5].
- 8 mai : reddition de Gand à Charles de Valois. Le comte de Flandre Gui de Dampierre est capturé et mis en prison par le roi Philippe le Bel[6].

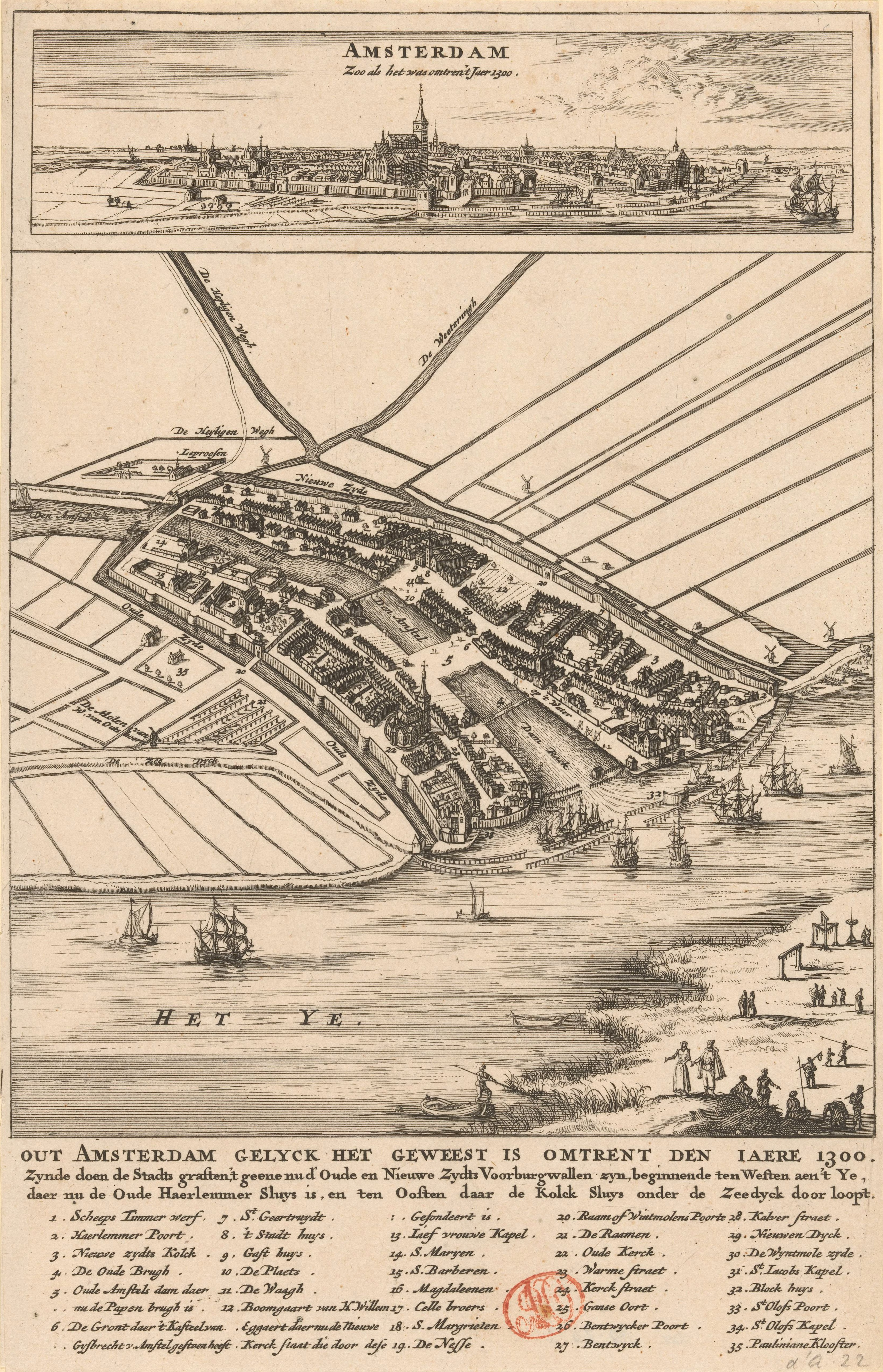
Amsterdam en 1300.

- 21 mai : Amsterdam obtient le droit de cité (ou 1306)[7].
- 25 mai : Rodolphe de Habsbourg, fils d’Albert Ier, épouse Blanche de Valois[8].
- 14 juin : victoire de la flotte angevine commandée par Roger de Lauria sur la flotte aragonaise d"Alphonse V à la bataille de Ponza (en) au large de Naples[9].
- 15 juin : fondation de Bilbao[10].
- 25 juillet : après avoir été couronné roi de Bohême en 1297, dans la cathédrale de Prague, Venceslas II est couronné roi de Pologne dans celle de Gniezno.
- 29 novembre[11] : le pape appelle Charles de Valois pour pacifier l’Italie.

- Le pape Boniface VIII reçoit lors du jubilé une délégation mongole envoyée par le khan Mahmud Ghazan et conduite par le florentin Guiscardo de' Bastari.
- Première mention du bourg de Câmpulung en Valachie[12].